# DuBose Heyward
DuBose Heyward (31. srpna 1885 – 16. června 1940) byl americký spisovatel. Je autorem románu Porgy (1925), z něhož později jeho manželka Dorothy Heyward vytvořila stejnojmennou hru. Roku 1929 publikoval román Mamba's Daughters V roce 1933 napsal scénář k filmu The Emperor Jones. Rovněž je autorem knihy pro děti s názvem The Country Bunny and the Little Gold Shoes.